# Багаутдінов Рафаель Махмудович
Рафае́ль Махму́дович Багаутді́нов (10 серпня 1931, Казань — 16 серпня 2017, Київ) — український художник; член Спілки радянських художників України з 1968 року. Лауреат премії імені Муси Джаміля (Татарстан).

## Біографія
Народився 10 серпня 1931 в місті Казані (нині Татарстан, Росія). Брат художника Рема Багаутдінова. 1937 їх сім'я зазнала репресій — батька розстріляли, а матір, як дружину «ворога народу», на 15 років засудили до ув'язнення у мордовських концентраційних таборах суворого режиму. Рафаель разом із старшим братом опинився у колонії в Україні на Кіровоградщині, а під час німецько-радянської війни — в колоніях Кавказу та Середньої Азії.
1957 року закінчив Казанське художнє училище; 1963 року — Київський державний художній інститут, де навчався у Олександра Пащенка, Івана Красного, Сергія Подерв'янського, Івана Селіванова, Леоніда Чичкана.
Зазнав переслідувань після того, як брат Рем 1973 року емігрував за кордон. Мешкав у Києві в будинку на вулиці Ентузіастів, № 22, квартира № 40. Помер на 87-му році життя 16 серпня 2017 року.

## Творчість
Працював у галузях і станкової та книжкової графіки, плаката. На початку 1970-х років працював у техніці акварелі (створював натюрморти, портрети, сюжетні цикли); наприкінці 1970-х років звернувся до олійного живопису (тематичні картини, натюрморти, портрети, пейзажі). Серед робіт:
серії ліногравюр
- «Татарський поет Муса Джаліль» (1963—1964);
- «Партизанське минуле» (1968);
- «Батьки і діти» (1969).

Автор серії ювілейних листівок: «Салют Жовтню», «Республіку Рад у боях відстояли», «Владу Радам, мир народам, землю селянам» (1967).
живопис
- «Родина» (1975);
- «Муса Джаміль» (1980);
- «Поетеса Світлана Йовенко» (1981);
- «Євген Гуцало» (1981);
- «Присвята Михайлу Врубелю» (1982);
- «Поетеса Марина Цвєтаєва» (1984);
- «Рембрандт» (1984);
- «Джерело натхнення Сандро Боттічеллі» (1984);
- «Останній автопортрет Тараса Шевченка» (1985);
- «Рукописи не горять. Пам'яті Михайла Булгакова» (1987);
- «Роки мовчання Анни Ахматової» (1987);
- «Іван Дзюба» (1987);
- «Пам'яті письменників братів Тютюнників» (1987);
- «Солоха» (1988);
- триптих «З тюркського епосу» (1988—1989);
- «Постріл на Чорній річці. Пам'яті Олександра Пушкіна» (1988);
- «Михайло Слабошпицький» (1988);
- «Гуляща душа» (1990)[3];
- цикл «З українських легенд» (1990—1991);
- «Пам'яті Василя Стуса» (1991);
- портрети українських меценатів подружжя Антоновичів (2000);
- триптих «Танок епох»:
  - «Початок початків» (2003);
- триптих за мотивами Миколи Гоголя:
  - «Ніч на Івана Купала. Русальний танок» (2005);
  - «Солоха» (2005);
  - «Різдвяна ніч» (2006);
- «Портрет Валентини Данилівни Гончар, дружини Олеся Гончара» (2008)[4];
- «Весна» (2009);

серії (1990—2002)
- «Паралельний світ»;
- «Українські легенди»;
- «Купальська ніч»:
  - «Залицяння» (1992);
  - «Мавка» (1996);
  - «Очищення вогнем» (1994);
- «Амазонки»:
  - «Поранена амазонка» (1990);
  - «Воїтелька»;
- «Балет „Афродита“»:
  - «Народження Афродіти» (2002).

Художник-оформлювач та автор ілюстрацій до близько 80 книжок, зокрема:
- «Читанка» Георгія Коберника і Миколи Ярмаченка (1967);
- «Собор» Олеся Гончара (1968, перше ілюстрування);
- «Розплата за сонце» Наума Тихого (1970);
- «Невтомні шукачі» Бориса Мазурмовича (1975)[2];
- «Мудрість народна. Казахські прислів'я та приказки» (1976)[2];
- «Мудрість народна. Вірменські прислів'я та приказки» (1976)[2];
- «Мудрість народна. В'єтнамські прислів'я та приказки» (1977)[2];
- «Мудрість народна. Корейські прислів'я та приказки» (1978)[2];
- «Смерть лихваря» Садріддіна Айні (1978);
- «Пьесы» Максима Горького (1981);
- «Пьесы» Антона Чехова (1982).

Брав участь у республіканських та зарубіжних виставках з 1964 року, всесоюзних — з 1965 року. Провів понад 15 персональних виставок у Києві, Казані, США, Німеччині, Франції.
Роботи художника знаходяться в музеях України, Татарстану, Росії, Німеччини та приватних колекціях України, Татарстану, Росії, Латвії, Німеччини, Франції, Швеції, США, Канади, Ізраїлю.